# Christel Stormhøj
Christel Stormhøj (født 3. oktober 1961) er en dansk sociolog og lektor i bl.a. kønsforskning, queerteori, ligestilling og videnskabsteori (poststrukturalisme).
Hun er uddannet MA i kultursociologi fra Københavns Universitet i 1991 og har ph.d. i sociologi fra Københavns Universitet i 1998 i afhandlingen Kønnet vi tænker, kønnet vi gør. Hun modtog i 1991 Københavns Universitets guldmedalje.
Christel Stormhøj er væsentlig bidragyder i forhold til at beskrive store feministiske tænkere i den sociologiske videnskabslitteratur, såsom Judith Butler og Simone de Beauvoir, og har bl.a. skrevet artiklen Kønnets regerende dronning, der med udgangspunkt i Judith Butlers filosofi omhandler, hvordan køn kan tænkes som andet end binære modsætningspar (mand og kvinde) og ud over faste kategorier som hetero- og homoseksualitet.
Af øvrige publikationer har hun bl.a. udgivet Poststrukturalismer, videnskabsteori, analysestrategi, kritik, der omhandler den filosofihistoriske baggrund for poststrukturalismens videnskabsteori samt hvordan poststrukturalistisk forskning kan føres i praksis.
I dag arbejder Christel Stormhøj som lektor på Roskilde Universitet ved Institut for Samfundsvidenskab og Erhverv.